# David Florence
David Florence (* 8. srpna 1982 Aberdeen, Skotsko) je britský vodní slalomář, kanoista závodící v kategoriích C1 a C2. Jeho partnerem v deblkánoi je Richard Hounslow.
První medaili získal na Mistrovství světa 2006 v Praze, kde britský tým skončil v závodě družstev C1 na třetím místě. Ze světových šampionátů si přivezl ještě další tři zlaté (2× C1, 1× C2) a pět bronzových medailí (1× C2, 4× C2 hlídky). Na mistrovstvích Evropy vybojoval dvě bronzové medaile v individuálních závodech C2 a pomohl britským družstvům ke dvěma bronzům v závodě hlídek C1 a k jedné zlaté, jedné stříbrné a jedné bronzové v závodech hlídek C2. V roce 2009 zvítězil v celkovém pořadí Světového poháru v kategorii C1.
Tři cenné kovy získal také na olympiádách. Z Letních olympijských her 2008 v Pekingu si přivezl stříbro ze závodu C1. Na LOH 2012 skončil v C1 desátý, stříbrnou medaili ale získal v závodě C2. Stejná umístění v týchž disciplínách zopakoval i v Riu 2016.